# Dolní Věstonice
Dolní Věstonice település Csehországban, Břeclavi járásban. Lakosainak száma 307 fő (2024. január 1.).

## Fekvése
Dolní Věstonice Horní Věstonice, Pouzdřany, Strachotín, Pasohlávky és Pavlov településekkel határos.

## Népesség
A település lakosságának változását az alábbi diagram mutatja:
| Lakosok száma | 779  | 826  | 686  | 412  | 356  | 339  | 312  | 316  | 292  | 307  |
|               | 1869 | 1890 | 1921 | 1950 | 1980 | 2001 | 2017 | 2019 | 2022 | 2024 |